# La Primavera, Sonora
La Primavera är en ort i Mexiko.   Den ligger i kommunen Caborca och delstaten Sonora, i den nordvästra delen av landet, 1 800 km nordväst om huvudstaden Mexico City. La Primavera ligger 233 meter över havet och antalet invånare är 210.
Terrängen runt La Primavera är platt åt nordost, men åt sydväst är den kuperad. Runt La Primavera är det mycket glesbefolkat, med 6 invånare per kvadratkilometer. La Primavera är det största samhället i trakten. Omgivningarna runt La Primavera är i huvudsak ett öppet busklandskap.